# بوئینگ ئی‌ای-۱۸جی گرولر
بوئینگ ئی‌ای-۱۸جی گراولر (به انگلیسی: Boeing EA-18G Growler) یک هواپیمای ساختِ بوئینگ در کشور ایالات متحده آمریکا است که در سال ۲۰۰۴ میلادی ساخته شد. نخستین استفاده‌کنندهٔ این هواپیما نیروی دریایی ایالات متحده آمریکا بوده‌ است. این هواپیما در ۱۵ اوت ۲۰۰۶ میلادی نخستین پرواز خود را انجام داد.
این جنگنده، نسخه‌ای پیشرفته‌تر از جنگندهٔ دو سرنشینه بوئینگ اف/ای-۱۸اف سوپر هورنت است و از سال ۲۰۱۵ میلادی جایگزین هواپیمای نورثروپ-گرومن ئی‌ای-۶بی پراولر شده است. 